# Història de l'Aragó

Aragó

Primer testimoni de l'escut d'Aragó. Fabricio Vagad, imprès a Saragossa el 1499 per Pablo Hurus.

El territori d'Aragó ha tingut una presència històrica humana que data des de fa molts mil·lennis, tot i que, com la majoria de regions europees històriques, sorgeix a l'edat mitjana. El territori que actualment comprèn la Comunitat Autònoma d'Aragó històricament s'ha caracteritzat per la seva condició de cruïlla, ocupant un solar del nord-est de la península Ibèrica que ha servit de pont entre la costa mediterrània, el centre peninsular i les costes del mar cantàbric, a més de ser un dels passos històrics entre el sud i el nord dels Pirineus.
En el segle viii comença la història d'Aragó amb la invasió musulmana de la Hispània visigoda i el consegüent enfonsament de l'Estat visigot. Després d'aquesta invasió, sorgeixen al territori diversos reductes cristians de resistència a l'islam, entre ells l'embrió del futur Aragó. En el segle ix un reduït territori situat entre les valls de Canfranc i d'Echo tutelat pel Regne de Pamplona (supeditat per l'Imperi Carolingi) prendria el nom del riu Aragó, denominació que està documentada per primera vegada l'any 828, i donant començament per tant a la història d'Aragó.
Amb el pas del temps, Aragó va ampliar fronteres i va evolucionar políticament i institucional passant a ser comtat, i després Regne, definint uns límits territorials que es conserven en l'actualitat; més tard passà a ser Consell i Audiència Reials, en esdevenir un regne confederat dins la Corona d'Aragó al segle xii. Fou al principi el territori que va encapçalar la confederació dels regnes que la componien però va perdre el seu poder i influència de mica en mica sobretot a l'edat moderna.
Aquesta època de decadència comença amb el compromís de Casp, pel qual comença a Regnar la dinastia castellana dels Trastàmara. Després l'Aragó passa a ser un dels Regnes que integraren l'Espanya imperial dels Àustries. En aquest període trobem un procés de debilitament dels Drets forals propis i del respecte institucional del rei al territori i costums d'Aragó. Un dels fets més destacats en aquest camí fou el 1591 quan Felip II va acabar amb la màxima institució del territori: el Justícia Major d'Aragó.
Amb la guerra de successió, Aragó va apostar pel candidat austriacista esdevenint un camp de conflicte i perdent el seu estatus de Regne el 1707 quan, després d'una gran ofensiva borbònica, van ser conquerits els seus territoris i van ser proclamats els Decrets de Nova Planta que aboliren els drets propis, passant així a ser uns territoris de l'Espanya borbònica centralitzada.
Al segle xix, Aragó és un dels territoris que més pateix la Guerra del Francès, i més endavant, un dels que més va patir els enfrontaments de les guerres carlistes, amb enormes partides guerrilleres rurals, amb projectes propis absolutistes i de recuperació dels drets forals.
Al segle xx Aragó va viure moltes convulsions polítiques i socials que varen esclatar, sobretot, duran l'etapa republicana i la guerra civil, revivint antigues aspiracions regionalistes i esdevenint, altre cop, camp de batalla entre republicans i nacionals. El règim franquista va propiciar una dura repressió social i l'adormiment contra qualsevol consciència col·lectiva pròpia.
En l'actualitat, Aragó s'ha constituït com una Comunitat Autònoma i ha iniciat un procés de recuperació lingüística, d'integració social i geogràfica i desenvolupament econòmic.

## Prehistòria

El Paleolític a l'Aragó.

Els més antics testimoniatges de vida humana a les terres que avui componen Aragó, es remunten a l'època de les glaciacions, en el Plistocè, fa uns 600.000 anys. Aquesta població va deixar la indústria Achelense que va trobar les seves millors armes en els bifaces de sílex o els hendedors de quarsita. En el Paleolític Superior van aparèixer dues noves cultures: Solutrense i Magdaleniense. L'Epipaleolític es va centrar en el Baix Aragó, ocupant l'època entre el setè i el cinquè mil·lenni. A la primera meitat del cinquè mil·lenni abans de Crist es troben restes neolítiques a les Serres Exteriors d'Osca i en el Baix Aragó. L'eneolític es va caracteritzar a la província d'Osca presentant dos nuclis megalítics importants: el Prepirineu de les Serres Exteriors i les altes valls pirinenques.
L'edat del bronze Final comença a l'Aragó entorn del 1100 aC amb l'arribada de la cultura dels camps d'urnes. Es tracta de persones indoeuropees, amb un suposat origen al Centre d'Europa, que incineren als seus morts col·locant les cendres a una urna funerària. Existeixen exemples a la Cova del Moro d'Olvena, la Masada del Ratolí de Fraga, Palerm i el Cabezo de Monleón a Casp. Des del punt de vista metal·lúrgic sembla existir un auge donat l'augment de motlles de fosa que es localitzen en els poblats.
L'Edat del Ferro és la més important, ja que al llarg dels segles que dura es constitueix el veritable substrat de la població històrica aragonesa. L'arribada de centreeuropeus durant l'edat del bronze pels Pirineus fins a aconseguir arribar a la zona baix-aragonesa, va suposar una important aportació ètnica que va preparar el camí a les invasions de l'Edat del Ferro.

## Edat antiga

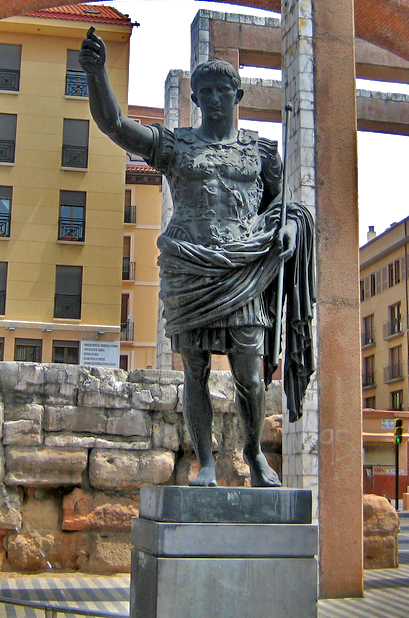
August de Prima Porta juntament amb restes de la muralla romana de Saragossa.

Les aportacions mediterrànies van suposar una activitat comercial que va constituir un poderós estímul per a la metal·lúrgia del ferro, fomentant la modernització de l'utillatge i de l'armament indígena, substituint l'antic bronze pel ferro. Hi ha presència de productes fenicis, grecs i etruscs.
En el segle vi aC existien sis grups amb diferent organització social: vascons, suessetans, sedetans, iacetans, ilergetes i celtibers citeriors. Són grups iberitzats amb tendència a l'estabilitat, fixant el seu hàbitat en poblats duradors, amb habitatges que evolucionen cap a models més perdurables i estables. Hi ha a Aragó molts exemples, entre els quals destaquen Cabezo de Monleón a Casp, Puntal de Fraga, Roquizal del Rullo o Loma de los Brunos. El tipus d'organització social va estar basat en el grup familiar, constituït per quatre generacions. Societats autosuficients en les quals la major part de la població es va dedicar a activitats agrícoles i ramaderes. En l'àmbit ibèric el poder va ser monàrquic, exercit per un rei; existia una assemblea democràtica amb participació de la població masculina. Van existir diferenciacions socials visibles i estatuts jurídico-polítics establerts.
Els romans van arribar i van progressar amb facilitat cap a l'interior.
En el repartiment territorial que va fer Roma d'Hispània, l'actual Aragó va quedar inclosa a la Hispània Citerior. L'any 197 aC, Semproni Tudità és el pretor de la Citerior i va haver de fer front a un aixecament general als seus territoris que va acabar amb la derrota romana i la mateixa mort de Tudità. Davant d'aquests fets el Senat va enviar al cònsol Cató el Vell amb un exèrcit de 60.000 homes. Els pobles indígenes de la zona estaven revoltats, menys els ilergetes que van negociar la pau amb Cató. Va haver-hi diferents aixecaments dels pobles ibèrics contra els romans, el 194 aC hi va haver un aixecament general amb eliminació de la meitat de l'exèrcit romà, el 188 aC. Manli Acidin, pretor de la Citerior, va haver d'enfrontar-se a Calagurris amb els celtibers, el 184 aC. Terenci Varró ho va fer amb els suessetans, als quals va prendre la capital, Corbius. En el segle I a.C. Aragó va ser escenari de la guerra civil per prendre el poder de Roma, on el governador Quint Sertori va fer d'Osca la capital de tots els territoris controlats per ell.

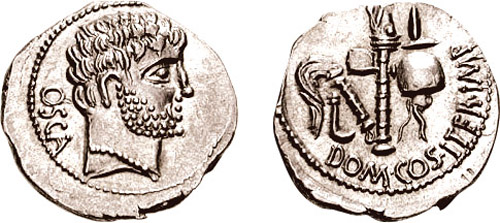
Denari de plata d'Osca.

Ja en el segle i, l'avui territori aragonès va passar a formar part de la província Tarraconensis i es va produir la definitiva romanització del mateix creant-se calçades i refundant-se antigues ciutats celtiberes i iberes com Caesaraugusta (Saragossa), Osca, (Osca) o Bilbilis (Calataiud).
A mitjan segle iii va començar la decadència de l'Imperi Romà. Entre els anys 264 i 266 els francs i els alamans, dos pobles germànics que van passar pels Pirineus i van arribar fins a Tarassona, a la qual van saquejar. En plena agonia de l'Imperi van sorgir grups de bandits que es van dedicar al pillatge. La vall de l'Ebre va ser assolada en el segle v per diverses bandes de malfactors anomenats bagaudes.

## Edat mitjana

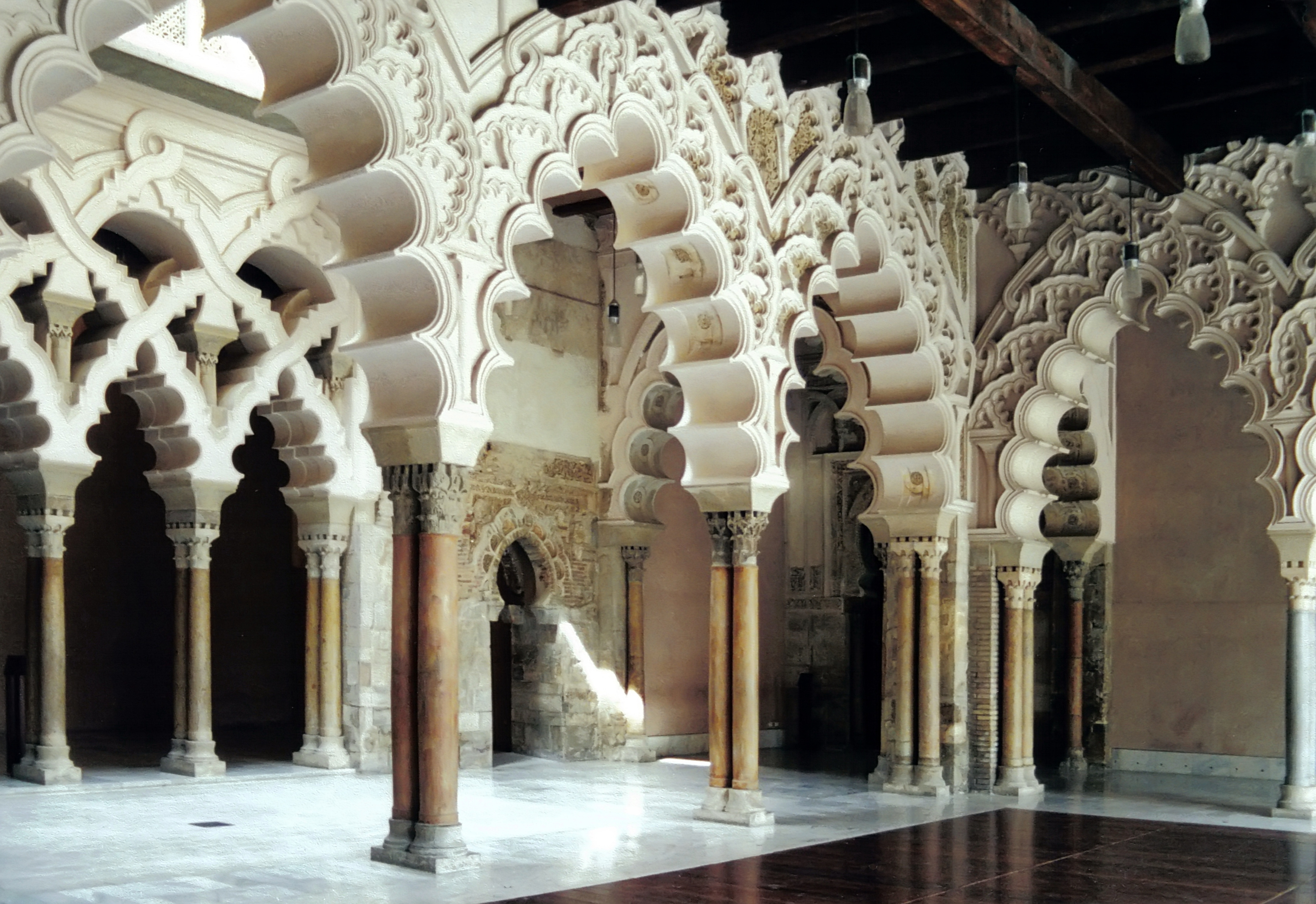
El "Palacio de la Aljafería", del, va ser residència dels reis húdides de la Taifa de Saraqusta.

Després de la desintegració de l'Imperi Romà d'Occident, la zona actual d'Aragó va ser ocupada pels visigots, formant el Regne visigot.
L'any 714 els àrabs van arribar a la zona central d'Aragó, convertint a l'islam les antigues urbs romanes com Saraqusta (Saragossa) o Wasqa (Osca). Va ser en aquesta època quan es va formar una important família muladí, els Banu Qasi (بنو قاسي), els seus dominis es van situar a la vall de l'Ebre entre els segles VIII i X.
Després de la desaparició del califat de Còrdova a principis del segle xi, va sorgir la Taifa de Saragossa, una de les Taifes més importants d'Al-àndalus, deixant un gran llegat artístic, cultural i filosòfic.
El nom d'Aragó està documentat per primera vegada durant l'alta edat mitjana l'any 828, quan un petit comtat d'origen franc, sorgiria entre els rius que porten el seu nom, el riu Aragó, i el seu germà el riu Aragó Subordan.
Aquell Comtat d'Aragó es veuria unit al Regne de Pamplona fins al 1035, i sota la seva ala creixeria fins a formar dot de Garcia Sanxes III de Pamplona a la mort del rei Sanç III de Navarra de Pamplona, en un període caracteritzat per l'hegemonia musulmana en gairebé tota la península Ibèrica. Sota el regnat de Ramir I d'Aragó s'ampliarien les fronteres amb l'annexió dels comtats de Sobrarb i Ribagorça (any 1044), després d'haver incorporat poblacions de la comarca històrica de les Cinco Villas.

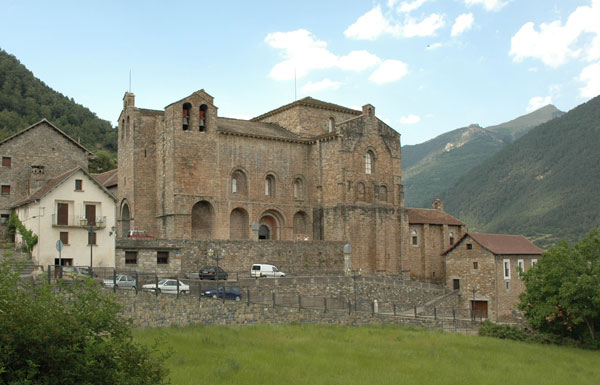
San Pedro de Siresa, focus monàstic, polític i cultural del comtat aragonès, on va ser educat Alfons I d'Aragó.

El 1076, a la mort de Sanç Garcés IV de Pamplona, Aragó incorpora als seus territoris a partir del regne navarrès mentre que Castella fa el mateix amb la zona occidental dels antics dominis de Sanç. A través dels regnats de Sanç Ramires i Pere I d'Aragó, el regne amplia les seves fronteres al sud, estableix fortaleses amenaçadores sobre la capital de Saragossa i conquereix Osca, que passa a ser la nova capital.

La Corona d'Aragó a mitjan.

Així s'arriba al regnat d'Alfons I "El Batallador" que conqueriria les terres planes de la vall mitjana de l'Ebre per a Aragó: Ejea, Valtierra, Calataiud, Tudela i Saragossa, la capital de la Taifa de Saraqusta. A la seva mort els nobles triarien al seu germà Ramir II "El Monjo", que va deixar la seva vida religiosa per assumir el ceptre real i perpetuar la dinastia, la qual cosa va aconseguir amb la unió dinàstica de la Casa d'Aragó amb la posseïdora del Comtat de Barcelona el 1137, any en què la unió de tots dos patrimonis donaria lloc a la Corona d'Aragó i agregaria les forces que al seu torn farien possible les conquestes del Regne de Mallorca i el Regne de València. La Corona d'Aragó arribaria a ser la potència hegemònica del Mediterrani, controlant territoris tan importants com Sicília o Nàpols.
La llegenda posterior feia a la monarquia aragonesa elegible i va crear una frase de coronació del rei que es perpetuaria durant segles:
| «                  | Nosaltres, que valem tant com vós, us fem el nostre Rei i Senyor, amb la condició que ens guardeu els nostres furs i llibertats, i si no, no. | » |
| — Justícia d'Aragó | |   |

Aquesta situació es repetiria en el Compromís de Casp (1412), on s'evita una guerra que hagués desmembrat la Corona d'Aragó en sorgir un bon grapat d'aspirants al tron, després de la mort de Martí I "L'Humà" un any després de la mort del seu primogènit, Martí "El Jove". Ferran d'Antequera és el triat, de la branca castellana dels Trastàmara, però també directament entroncat amb el rei aragonès Pere IV "El Cerimoniós", a través de la seva mare Leonor d'Aragó. Aragó és ja un ens polític de gran escala: la Corona, les Corts, la Diputació del Regne i el Dret Foral constitueixen la seva naturalesa i el seu caràcter. El matrimoni de Ferran II d'Aragó amb Isabel I de Castella, celebrat el 1469 a Valladolid, va derivar posteriorment en la unió de les corones d'Aragó i Castella, creant les bases de l'Estat Modern.

## Edat moderna
L'edat moderna, no obstant això, va presenciar també les tensions entre el poder de la Monarquia Hispànica i els establerts en els estats forals procedents de l'evolució de les institucions medievals, que van acabar esclatant en el conflicte de les Alteracions d'Aragó de 1591.

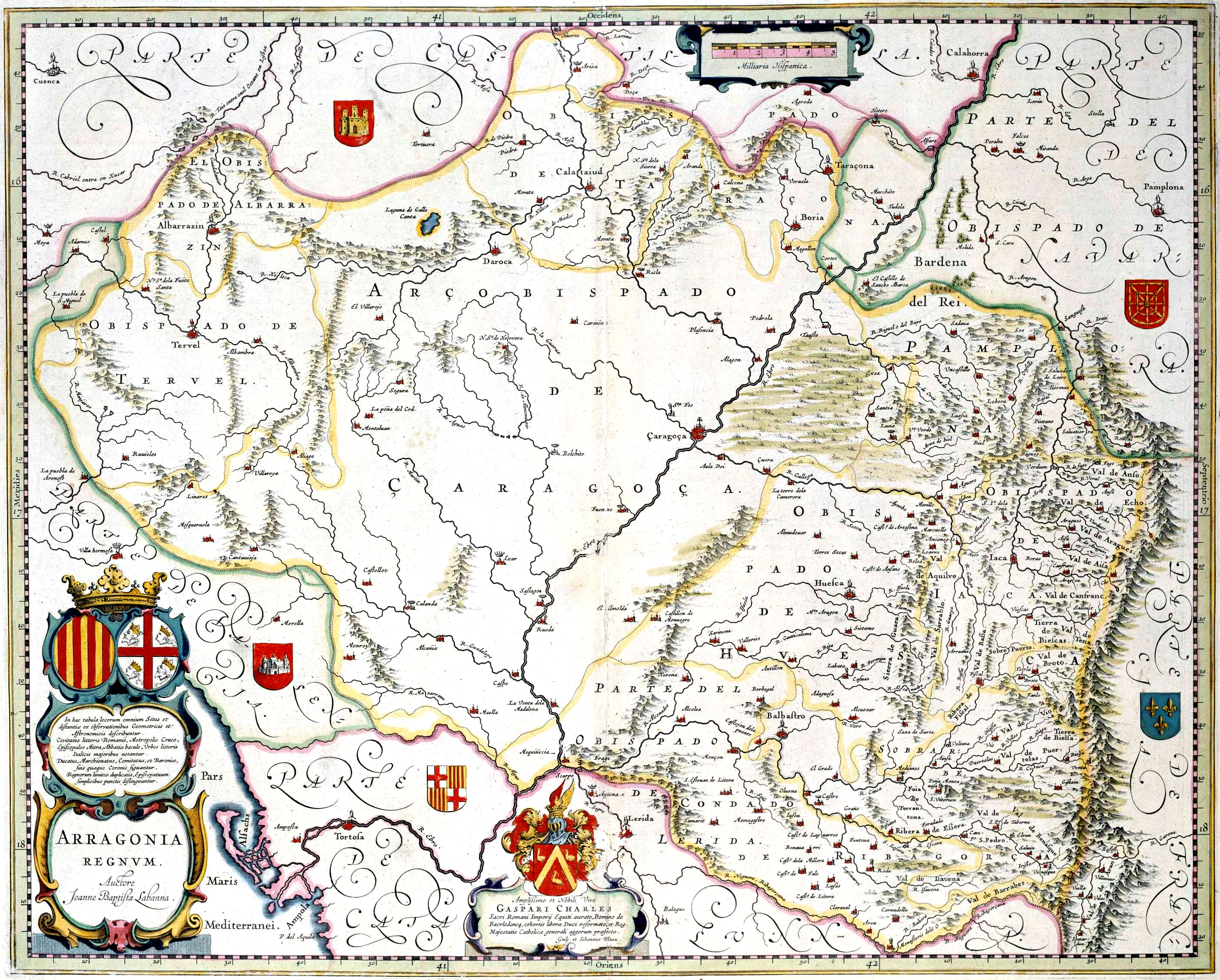
Aragonia Regnum, mapa dels Blaeu basat en el de Juan Bautista Labaña, i publicat el 1640.

Després de la retallada subsegüent a les atribucions de la Generalitat d'Aragó a les Corts de Tarassona de 1592, fonamentalment en matèria militar per evitar que pogués ser armat enfront del rei d'Espanya un exèrcit amb els recursos i prerrogatives de la Diputació del General, el segle xvii va ser un període de decadència de les institucions pròpies del Regne d'Aragó, que va ser compensat amb la labor historiogràfica i de literatura jurídica que va mantenir la memòria de les peculiaritats aragoneses. Destaca en aquest sentit la creació el 1601 de l'Arxiu del Regne d'Aragó (en gran manera destruït durant la Guerra de la Independència Espanyola i els Setges de Saragossa juntament amb el Palau de la Diputació del Regne), la continuïtat del càrrec de Cronista d'Aragó —on havien destacat autors com Jerónimo Zurita— i els seus resultats palesos a l'obra dels germans Argensola amb la seva Informació dels successos d'Aragó de 1590 i 1591 (de Lupercio Leonardo de Argensola) i Alteracions populars de Saragossa de l'any 1591 (de Bartolomé, o els Annals de Juan Costa i Jerónimo Martel, testimonis presencials i també cronistes del Regne, que van ser, no obstant això, destruïts per la censura règia; obres totes elles escrites per contrarestar la versió felipina dels fets. D'altra banda, la Diputació del General també va exercir la censura, i va ordenar cremar la Història de les coses succeïdes en aquest Regne en sis volums del castellà Antonio de Herrera perquè «en aquestes Cròniques es deien moltes coses contràries a la veritat» i es va encomanar a Vicencio Blasco de Lanuza la redacció d'unes Històries eclesiàstiques i seculars d'Aragó, el segon volum de les quals, que tractava els greus successos recentment ocorreguts, va ser publicat el 1619, tres anys abans que el primer, la qual cosa dona idea de la intenció de respondre a la visió d'Herrera. En la mateixa línia, es va encarregar una Cerimonial i breu relació de tots els càrrecs i coses ordinàries de la Diputació del Regne d'Aragó, al seu Tinent d'Alcalde, Lorenzo Ibáñez de Aoiz. També s'emprèn en aquest període la cartografia del Regne d'Aragó, encomanada al portuguès Juan Bautista Lavaña. Aquestes dues últimes obres van ser concloses el 1611.
Durant la Guerra de Successió, Aragó (igual que la resta de territoris de la Corona: Catalunya, València i Mallorca) va fer costat a l'arxiduc Carles (de la casa d'Àustria) enfront de Felip V (dels Borbó). Després de la batalla d'Almansa (1707), Felip V va abolir els furs aragonesos, va adoptar diverses mesures centralistes i van ser anul·lades totes les antigues disposicions polítiques del regne (Decrets de Nova Planta). Aragó es va convertir en la pràctica en una província i el seu Consell va ser absorbit pel Consell de Castella.

## Edat contemporània

### Seglexix

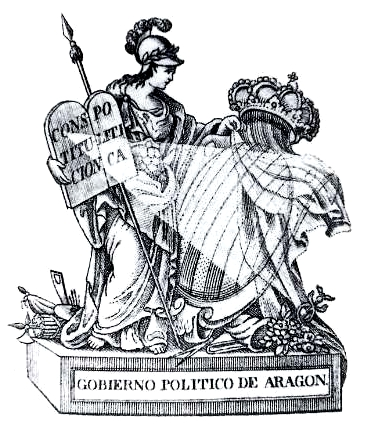
Emblema al·legòric del Govern Polític d'Aragó del Trienni Liberal (1820). La Constitució Política il·lumina un escut d'Aragó amb corona reial tancada.

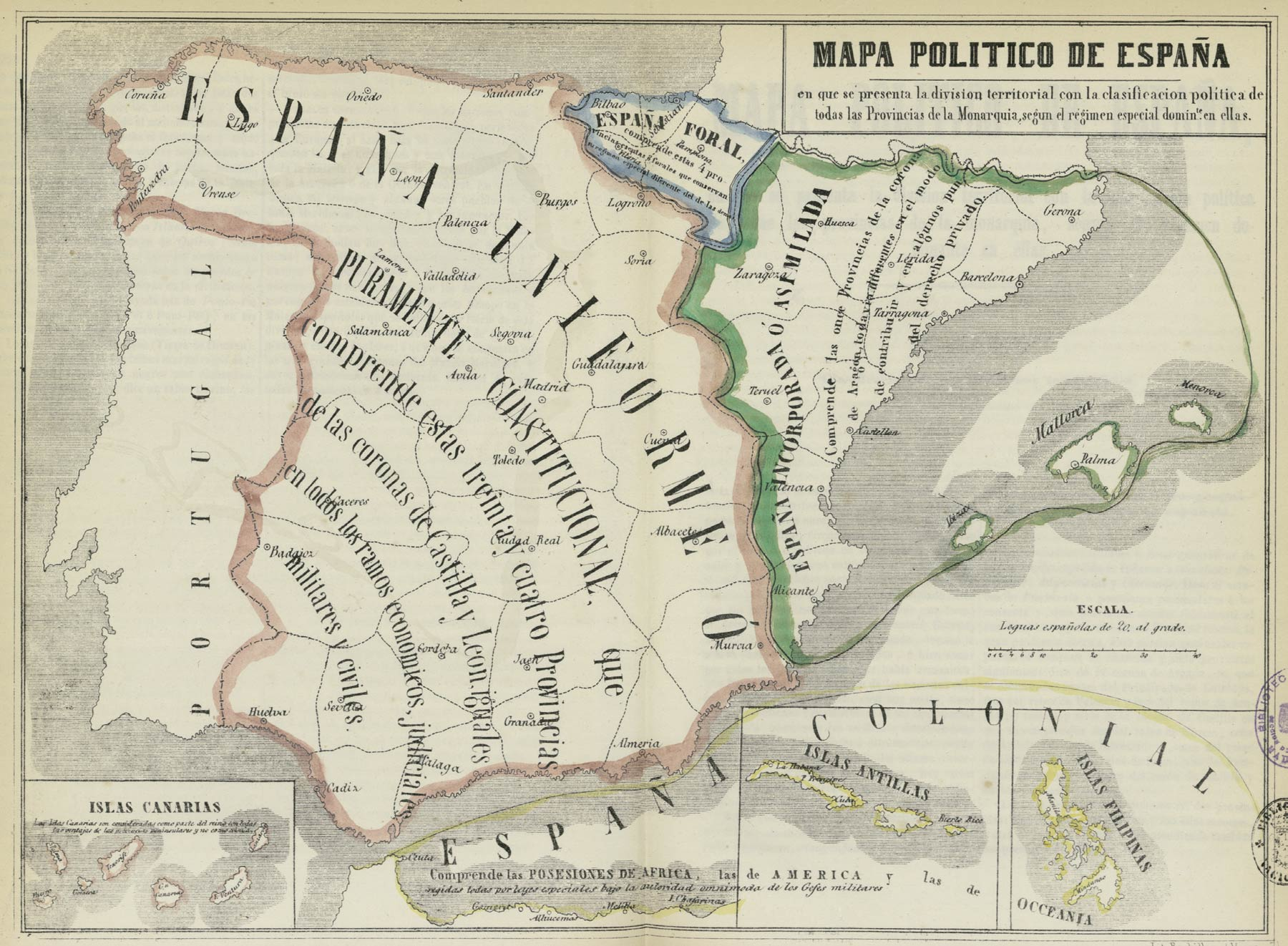
Mapa polític oficial d'Espanya del 1850

La Guerra de la Independència, després de la intensa destrucció de la ciutat de Saragossa, va aturar el progrés econòmic i va retardar de manera important la incorporació de la capital al ritme de la modernitat. Amb la primera organització provincial de 1822 d'Espanya, Aragó va comptar amb quatre províncies, sent Calataiud capital de la quarta província que comprenia municipis de les actuals províncies de Saragossa, Terol, Sòria i Guadalajara. Va desaparèixer amb la nova abolició de la Constitució per Ferran VII. La divisió provincial de 1833 va organitzar el territori aragonès en les tres actuals províncies.
Al llarg del segle xix els carlistes, que van buscar adeptes per a la seva causa en aquesta terra, van oferir la restauració de les passades llibertats forals del ja antic i desaparegut regne d'Aragó. També va ser en aquest segle el pas d'una societat rural a un funcionament industrial i urbà, portant un èxode massiu del camp a les ciutats més grans d'Aragó: Osca, Saragossa, Terol o Calataiud, i una veritable emigració a altres regions properes, com Catalunya o Madrid.

### Segle XX
Durant el segle xx la història d'Aragó ha anat junta amb la de la resta del territori espanyol, a destacar l'impuls econòmic "conjuntural" durant la dictadura del militar Miguel Primo de Rivera (1923–1931) i del progrés en les llibertats civils i individuals, durant la Segona República. També al juny de 1936 es va presentar a les Corts espanyoles l'Avantprojecte d'Estatut d'Autonomia d'Aragó, però la imminent Guerra Civil va impedir el desenvolupament del projecte autonomista.
Aragó va quedar dividit pels dos bàndols enfrontats de la Guerra Civil. D'una banda la zona oriental, més propera a Catalunya i controlada pel Consell Regional de Defensa d'Aragó, lleial a la República i per un altre la zona occidental, on se situaven les tres capitals provincials, pel bàndol revoltat nacional-feixista, havent-hi una dura, cruenta i salvatge repressió en les mateixes i durant la contesa.
A Aragó es van lliurar algunes de les batalles més importants de la Guerra Civil, com la de Belchite, la de Terol o la de l'Ebre. Aragó des de 1939 va estar sota la dictadura franquista juntament amb la resta d'Espanya.
Durant els anys 1960 es va desencadenar un èxode i un despoblament de les zones rurals cap a les zones industrials com les capitals de província, altres zones d'Espanya, a més d'altres països europeus. El 1964 es va crear a Saragossa un dels anomenats Pols de Desenvolupament.
En els anys 1970 es va viure com a la resta de l'Estat un període de transició, després de l'extinció de l'anterior règim, amb la recuperació de la normalitat democràtica i la creació d'un nou marc constitucional.

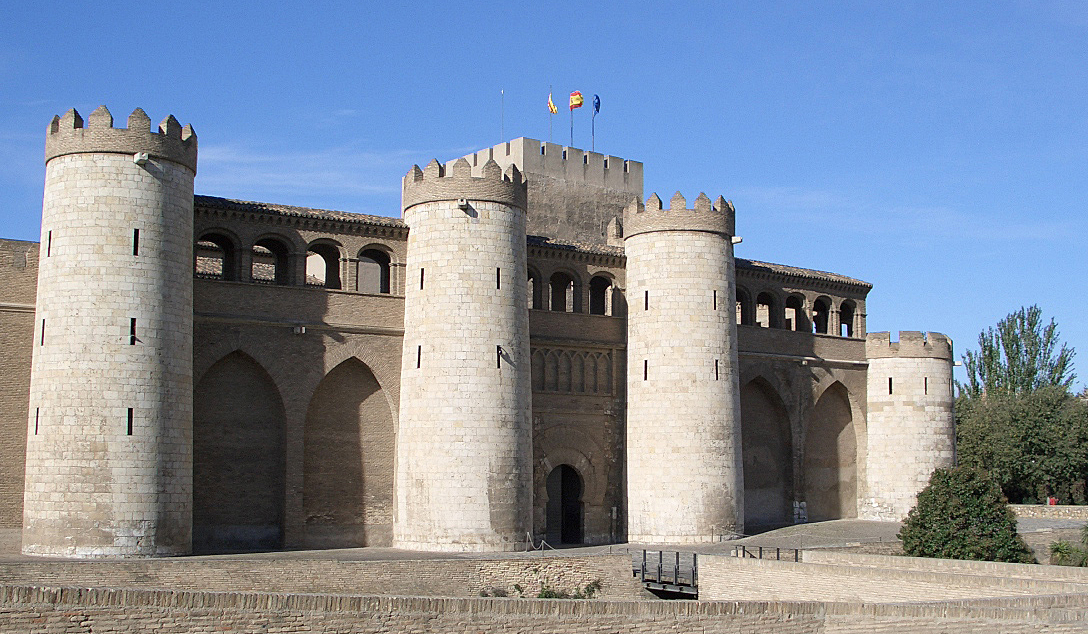
Palacio de la Aljafería, seu de les Corts d'Aragó.

### Estatut d'autonomia
Es va començar a reclamar una autonomia política pròpia, per al territori històric aragonès; sentiment que va quedar reflectit en la històrica Manifestació del 23 d'abril de 1978 que va reunir a més de 100.000 aragonesos pels carrers de Saragossa. Al no haver plebiscitat, en el passat, afirmativament un projecte d'Estatut d'autonomia (disposició transitòria segona de la constitució) i no fent ús del dificilíssim accés a l'autonomia per l'article 151 el procediment agreujat del qual requeria, a part que la iniciativa del procés autonòmic seguís els passos de l'article 143, que fos ratificat per tres quartes parts dels Municipis de cadascuna de les províncies afectades que representessin almenys la majoria del cens electoral, i que aquesta iniciativa fos aprovada mitjançant referèndum pel vot afirmatiu de la majoria absoluta dels electors de cada província, Aragó va accedir a l'autogovern per la via lenta de l'article 143 obtenint menor sostre competencial, i menor autogestió de recursos, durant més de 20 anys.
El 10 d'agost de 1982,va ser aprovat per les Corts Generals l'estatut d'autonomia d'Aragó, signat pel llavors president del Govern, Leopoldo Calvo-Sotelo, i sancionat per Joan Carles I.
El 7 de maig de 1992 una Comissió Especial de les Corts d'Aragó, elaborava un text reformat que va ser aprovat per les Corts d'Aragó i per les Corts Espanyoles. De nou, una petita reforma estatutària l'any 1996 va ampliar el marc competencial, obligant a una definitiva revisió integral durant diversos anys, sent aprovat un nou text estatutari en el 2007, per majoria però sense aconseguir una total unanimitat.
En els anys 1990 la societat aragonesa va incrementar un significatiu pas qualitatiu en la qualitat de vida a causa del progrés econòmic de l'Estat en tots els nivells.

### Segle XXI
Al començament del segle xxi s'estableix un significatiu increment d'infraestructures com l'arribada del tren d'Alta Velocitat (AVE), la construcció de la nova Autovia Somport-Sagunt i l'impuls dels dos aeroports de la Comunitat Autònoma, l'Aeroport de Saragossa i Osca-Pirineus. Al seu torn s'escometen grans projectes tecnològics, com el Parc Tecnològic Walqa i la implantació d'una xarxa telemàtica per tota la comunitat.

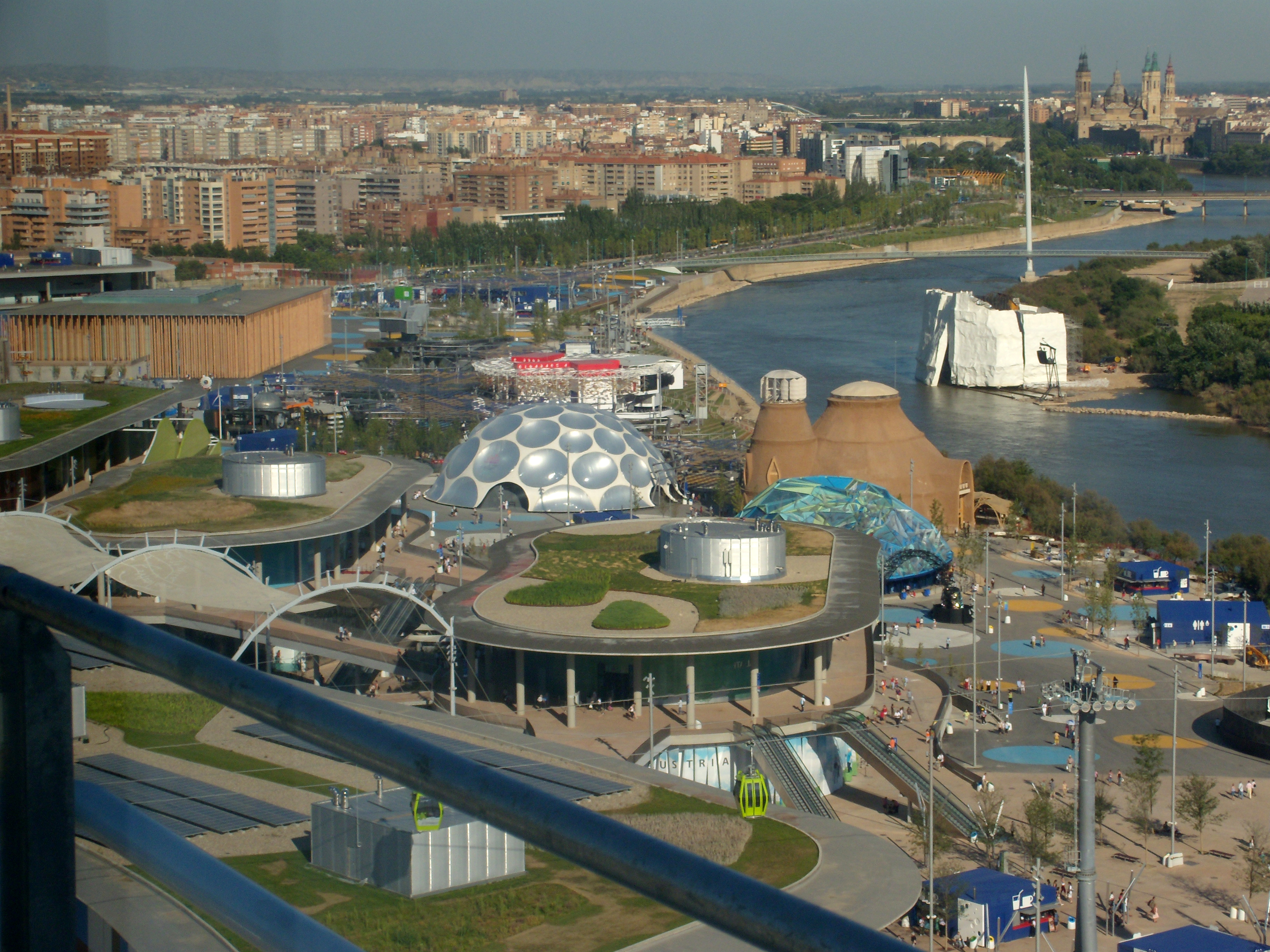
Vista general de l'Expo 2008 des de la Torre de l'Aigua.

El 2007 es va reformar de nou l'Estatut d'Autonomia d'Aragó, que va ser aprovat per un ampli consens a les Corts d'Aragó en comptar amb el suport del PSOE, del PP, del PAR i d'IU, mentre que CHA es va abstenir, concedint a la Comunitat Autònoma el reconeixement de nacionalitat històrica (des de la llei orgànica de 1996 de reforma de l'estatut, posseïa la condició de nacionalitat, s'inclou un nou títol sobre l'Administració de Justícia i un altre sobre drets i deures dels aragonesos i principis rectors de les polítiques públiques, la possibilitat de creació d'una agència tributària pròpia en col·laboració amb l'estatal, també l'obligació als poders públics de vetllar per evitar transvasaments de les conques hidrogràfiques com el transvasament de l'Ebre, entre altres moltes modificacions de l'Estatut d'Autonomia.
La designació de Saragossa com a seu per l'Exposició Internacional de 2008, l'eix temàtic de la qual va ser l'Aigua i el Desenvolupament sostenible, va suposar una sèrie de canvis i un creixement accelerat per la comunitat autònoma. A més a més aquest mateix any es van celebrar dos aniversaris, el bicentenari dels Setges de Saragossa de la Guerra de la Independència contra la invasió napoleònica, esdevinguts el 1808 i el centenari de l'Exposició Hispano-Francesa de 1908 que va suposar com un esdeveniment modern, per demostrar l'embranzida cultural i econòmic d'Aragó i alhora que serviria per estrènyer llaços i tancar ferides amb els veïns francesos després dels esdeveniments de les Guerres Napoleòniques del segle anterior.